# Biehlit
Biehlit (IMA-Symbol Bhl) ist ein sehr selten vorkommendes Mineral aus der Mineralklasse der „Oxide und Hydroxide“ (einschließlich V[5,6]-Vanadate, Arsenite, Antimonite, Bismutite, Sulfite, Selenite, Tellurite, Iodate). Es kristallisiert im monoklinen Kristallsystem mit der chemischen Formel (Sb,As)MoO6, ist also chemisch gesehen ein Antimon-Arsen-Molybdän-Oxid.
Biehlit bildet unregelmäßige Aggregate aus faserigen bis dünnnadeligen Kristallen bis zu 1 mm Länge, aber nur wenigen Mikrometern Durchmesser, sowie filzige Massen. Das Mineral wurde – zusammen mit großen Anglesit- und kleinen braunen Wulfenit-Kristallen – in einem feinkörnigen dunklen Kupfererz in der Tsumeb Mine, Namibia, gefunden.

## Etymologie und Geschichte
Entdecker des Biehlits ist ein unbekannter Bergmann, der Stufen des neuen Minerals wahrscheinlich auf der dritten Oxidationszone der Tsumeb Mine bergen konnte. Material mit Biehlitkristallen tauchte erstmals 1989 auf dem Markt auf und wurde wahrscheinlich auch in diesem Jahr gefunden. Obwohl schnell deutlich wurde, dass es sich um ein neues Mineral handelt, gestaltete sich der Identifizierungsprozess sehr langwierig, was vor allem an der faserigen Natur der Kristalle lag. Erst nach weiteren aufwändigen Untersuchungen waren die von der International Mineralogical Association (IMA) geforderten Daten vervollständigt, so dass das Mineral am 2. Dezember 1999 unter der Nummer IMA 1999-019a von der IMA anerkannt wurde. Im Jahre 2000 wurde es von einem deutschen Forscherteam mit Jochen Schlüter, Karl-Heinz Klaska, Gunadi Adiwidjaja, Karen Friese und Georg Gebhard im deutschen Wissenschaftsmagazin „Neues Jahrbuch für Mineralogie, Monatshefte“ als Biehlit beschrieben.
Benannt wurde das Mineral nach dem Münsteraner Mineralogen Friedrich Karl Biehl (1887–?), der sich als einer der ersten Mineralogen detailliert mit den Mineralen von Tsumeb beschäftigte und im Jahre 1919 mit einer Arbeit über „Beiträge zur Kenntnis der Mineralien der Erzlagerstätten von Tsumeb“ promoviert wurde.
Das von Jochen Schlüter auf der Mineralienmesse München im Oktober 1991 von Clive Queit, Johannesburg, erworbene Typmaterial wird an der Universität Hamburg in Deutschland (Holotyp, Sammlungs-Nr. MMHH TS 220, im Tresor des Museums) aufbewahrt.

## Klassifikation
Da der Biehlit erst 1999 als eigenständiges Mineral anerkannt wurde, ist er in der seit 1977 veralteten 8. Auflage der Mineralsystematik nach Strunz noch nicht verzeichnet.
Im zuletzt 2018 überarbeiteten und aktualisierten Lapis-Mineralienverzeichnis nach Stefan Weiß, das sich aus Rücksicht auf private Sammler und institutionelle Sammlungen noch nach dieser alten Form der Systematik von Karl Hugo Strunz richtet, erhielt das Mineral die System- und Mineral-Nr. VI/G.02-05. In der „Lapis-Systematik“ entspricht dies der Klasse der „Sulfate, Chromate, Molybdate und Wolframate“ und dort der Abteilung „Molybdate [MoO4]2− und Wolframate [WO4]2−, Polywolframate“, wo Biehlit zusammen mit Cupromolybdit, Cuprotungstit, Ferrimolybdit, Lindgrenit, Markascherit, Szenicsit, Tancait-(Ce) und Vergasovait die unbenannte Gruppe VI/G.02 bildet.
Die von der International Mineralogical Association (IMA) zuletzt 2009 aktualisierte 9. Auflage der Strunz’schen Mineralsystematik ordnet den Biehlit dagegen in die Klasse der „Oxide und Hydroxide“ und dort in die Abteilung der Oxide mit dem Stoffmengenverhältnis „Metall : Sauerstoff = 1 : 2 und vergleichbare“ ein. Diese ist weiter unterteilt nach der relativen Größe der beteiligten Kationen sowie der Kristallstruktur, so dass das Mineral entsprechend seiner Zusammensetzung in der Unterabteilung „Mit mittelgroßen Kationen; Ketten kantenverknüpfter Oktaeder“ zu finden ist, wo es als einziges Mitglied die unbenannte Gruppe 4.DB.60 bildet.
Die vorwiegend im englischen Sprachraum gebräuchliche Systematik der Minerale nach Dana ordnet den Biehlit in die Klasse der „Phosphate, Arsenate und Vanadate“ und dort in die Abteilung der „Molybdate und Wolframate“ ein. Hier ist er als einziges Mitglied in der unbenannten Gruppe 48.02.04 innerhalb der Unterabteilung „Wasserfreie Molybdate und Wolframate mit (A)2XO4“ zu finden.

## Chemismus
Mittelwerte aus fünf Mikrosondenanalysen an Biehlit aus Tsumeb führten zu Gehalten von 33,76 % MoO3, 60,99 % Sb2O3 und 4,95 % As2O3. 
Daraus ergab sich (auf der Basis von sechs Anionen) die empirische Formel (Sb3+1,79As3+0,21)Σ=2,00Mo6+1,00O6, die zu (Sb,As)2MoO6 vereinfacht wurde. Die ideale chemische Formel Sb2MoO6 erfordert 66,94 % Sb2O3 und 33,06 % MoO3. Weitere chemische Analysen (Neutronenaktivierungsanalyse, ICP-AES) liefern abweichende Resultate mit deutlich geringeren Werten für MoO3, Sb2O3 und As2O3, für die keine Erklärung gefunden wurde.

## Kristallstruktur
Biehlit kristallisiert monoklin in der Raumgruppe C2/c (Raumgruppen-Nr. 15) mit den Gitterparametern a = 18,076 Å; b = 5,920 Å; c = 5,083 Å und β = 96,97° sowie vier Formeleinheiten pro Elementarzelle.
Die Struktur des Biehlits stellt eine typische Kettenstruktur dar, in der die Bindungen innerhalb der Ketten beträchtlich stärker sind als diejenigen, welche benachbarte Ketten verbinden. Das Mo6+-Ion wird durch die Sauerstoffatome so koordiniert, dass sich ein stark verzerrtes Oktaeder bildet. Diese Oktaeder besitzen gemeinsame Kanten, wodurch Zickzack-Ketten der Zusammensetzung [Mo2O8]4− entstehen, welche parallel zur kristallographischen c-Achse [001] verlaufen. Jedes Antimon-Ion bildet eine kurze Bindung mit dem Sauerstoff O2 der Oktaeder und besitzt darüber hinaus zwei kurze Bindungen zum Sauerstoff O1. Auf diese Weise wird die [Mo2O8]4−-Kette aus Oktaedern auf jeder Seite durch [Sb2O2]2+-Gruppen flankiert, wodurch unendliche Bänder der Zusammensetzung [Sb4Mo2O12] entstehen, die in Richtung [001] verlaufen. Benachbarte Bänder werden nur durch schwache Sb-O-Bindungen in Richtung [100] und [010] zusammengehalten, was auch der Grund für das asbestartige Aufsplittern der Biehlitfasern ist. Im Gegensatz zu fast allen Strukturen chemisch ähnlicher Verbindungen handelt es sich beim Biehlit nicht um eine Struktur aus innig verbundenen Schichten, sondern um eine eindimensionale Kettenstruktur.
Stibivanit weist strukturelle Ähnlichkeiten und Gemeinsamkeiten mit Biehlit auf. Die Struktur von synthetischem Sb2MoO6 ist eng mit der der „Aurivillius-Phasen“ mit der Zusammensetzung (Bi2O2)(An−1MnX3n+1) verwandt, die z. T. selektive Katalysatoren für die Oxidation von Alkenen sind und interessante physikalische Eigenschaften wie Ferroelektrizität, Piezoelektrizität, Pyroelektrizität und nichtlineare dielektrische Suszeptibilität besitzen.

## Eigenschaften

### Morphologie
Biehlit bildet faserige bis dünnnadelige, nach der c-Achse [001] gestreckte Kristalle bis zu 1 mm Länge, aber nur wenigen Mikrometern Durchmesser, die zu unregelmäßigen, wirr verschachtelten oder filzigen Aggregaten zusammentreten.

### Physikalische und chemische Eigenschaften
Biehlitkristalle sind weiß, ihre Strichfarbe ist ebenfalls weiß. Die Oberflächen der durchscheinenden Kristalle zeigen einen deutlichen seidenartigen Glanz.
An den Kristallen des Biehlits wurde keine Spaltbarkeit festgestellt. Das Mineral wird als „weich“ beschrieben und weist eine Mohshärte von 1 bis 1,5 auf. Wie bei Asbestmineralen sind die dünnen Kristalle unelastisch biegsam und spalten sich bei mechanischer Belastung in immer dünnere Fasern auf. Bei mechanischer Beanspruchung in einem Mörser zerfällt Biehlit zu einem grünlichen glimmerartigen Pulver, welches zwar noch dieselben Peaks bei der Röntgendiffraktion zeigt, aber mit geringeren Intensitäten. Gemessene Werte für die Dichte des Biehlits existieren nicht, die berechnete Dichte für das Mineral beträgt 5,23 g/cm³.
Biehlit ist unlöslich in verdünnter Salzsäure (HCl), wird aber in konzentrierter HCl innerhalb von Sekunden aufgelöst, wobei diese Lösung beim Eindampfen einen blauen Rückstand hinterlässt.

## Bildung und Fundorte
Biehlit entsteht als typische Sekundärbildung in einer komplexen, in Carbonatgesteinen sitzenden Cu-Pb-Zn-Erz-Lagerstätte. Antimon, Arsen und Molybdän stammen dabei aus der Zersetzung ehemaliger sulfidischer Erzminerale. Biehlit kommt zusammen mit großen farblosen Anglesitkristallen und kleinen braunen Wulfenitkristallen auf einer Matrix aus einem feinkörnigen dunklen Kupfererz vor.
Als sehr seltene Mineralbildung konnte Biehlit bisher (Stand 2016) nur von einem Fundpunkt beschrieben werden. Seine Typlokalität ist die weltberühmte Cu-Pb-Zn-Ag-Ge-Cd-Lagerstätte der „Tsumeb Mine“ (Tsumcorp Mine) in Tsumeb, Region Oshikoto, Namibia. Der genaue Fundpunkt innerhalb der Tsumeb Mine ist nicht bekannt, sollte aber innerhalb der dritten Oxidationszonen liegen, die in einer Teufe von 1350 m beginnt und sich über den Bereich zwischen den Sohlen 42 bis 48 erstreckt.

## Verwendung
Biehlit ist aufgrund seiner Seltenheit lediglich für Mineralsammler interessant.